# La Mar Taylor
La Mar C. Taylor, né le 17 septembre 1990 à Scarborough au Canada, est un artiste canadien, directeur artistique et entrepreneur. Il est le cofondateur du label XO du chanteur The Weeknd. Il est également le réalisateur artistique sur l'album House of Balloons publié en 2011. Tesfaye[Qui ?] et Taylor sont amis et se sont rencontrés au lycée. 